# 키노모토 미네히로

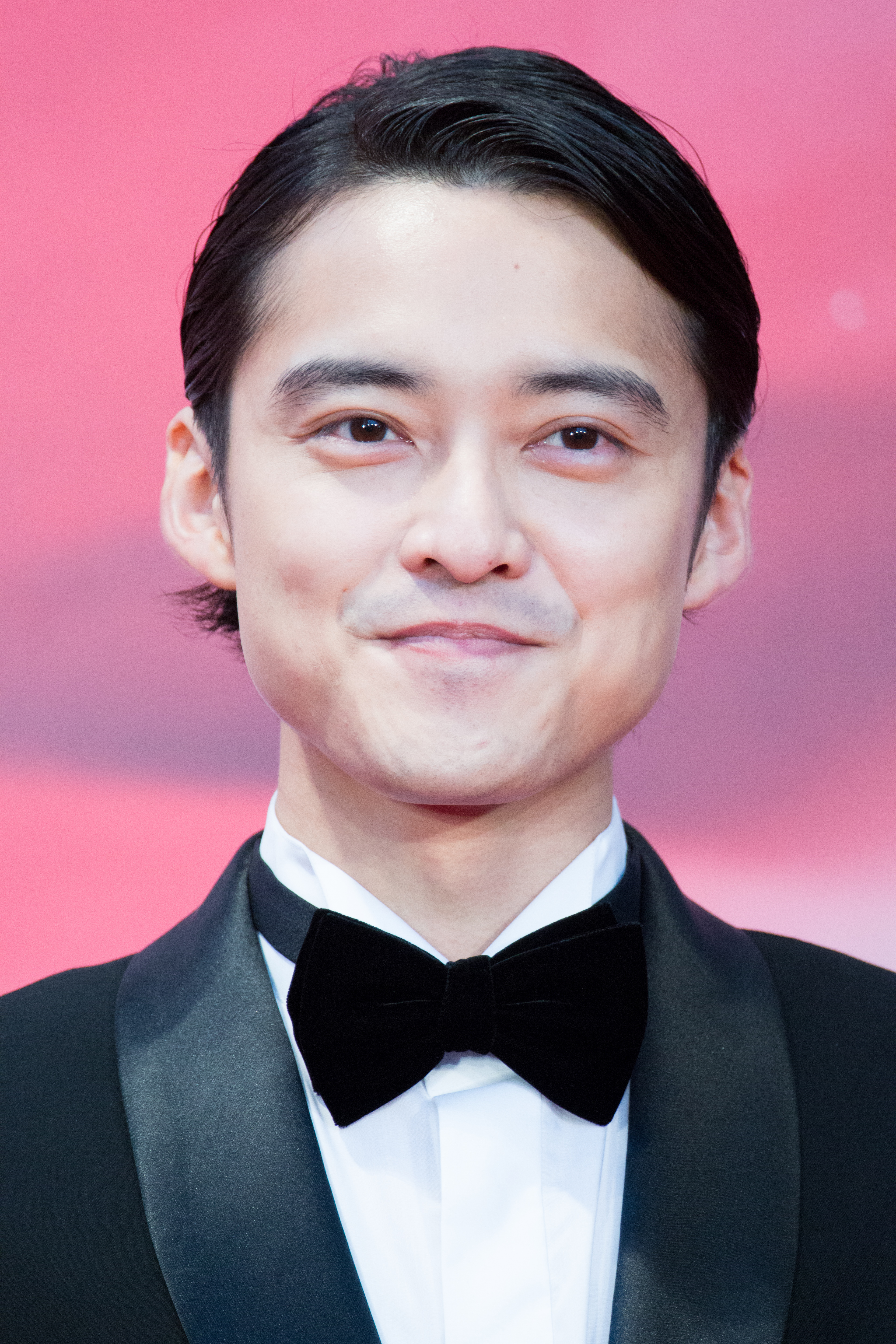

키노모토 미네히로(Minehiro Kinomoto, 1989년 11월 22일 ~ )는 일본의 배우, 텔레비전 배우이다.
시가현에서 태어났다.

## 영화
- 리멤버! (2016년)
- 제물의 딜레마 (2013년) - 히야마 히로키 역
- 사이보그 프린세스 (2013년) - 크리스 역
- 행방불명 (2012년)
- 메시아 (2011년)
- 가면 라이더 ×가면 라이더 오즈 & 더블 Feat.스컬 무비대전코어 (2010년)
- 가면 라이더 W : Forever AtoZ 운명의 가이아 메모리 (2010년)